# 二木啓輔
二木 啓輔（ふたぎ けいすけ、1988年 - ）は、日本のプロデューサー。学位は学士（芸術）（多摩美術大学・2011年）。株式会社AGRS企画・制作プロデューサー。
かつて株式会社グラフィニカに勤務していた。

## 来歴

### 生い立ち
1988年（昭和63年）、アメリカ合衆国のニュージャージー州にて生まれた。同名の学校法人により設置・運営される多摩美術大学に進学し、美術学部の芸術学科にて学んだ。2011年（平成23年）、多摩美術大学を卒業し、学士（芸術）の学位を取得した。

### プロデューサーとして
大学卒業後、グラフィニカに入社する。制作進行として遊技機、プロモーションビデオ、テレビアニメに携わる。その後、伊藤智彦の『HELLO WORLD』にアニメーションプロデューサーとして参画するなど、映画にも携わった。2020年（令和2年）に杉田智和がAGRSを起ち上げるとそれに参画し、企画・制作プロデューサーを務める。また、杉田のマネジメントも担当した。宇田英男の『青い羽みつけた！』では、杉田とともに音響プロデューサーを務めた。

## 人物
『アニゲラ！　ディドゥーン!!!』のラジオドラマにて、二木をモデルにした登場人物を橋本結が演じた。

## 略歴
- 1988年 - ニュージャージー州にて誕生[1]。
- 2011年 - 多摩美術大学美術学部卒業[2]。
- 2011年 - グラフィニカ入社[1][2]。
- 2020年 - AGRS入社[1]。

## 作品

### テレビアニメ
- 十二大戦（2017年） - 制作進行[6]

### アニメーション映画
- HELLO WORLD（2019年） - アニメーションプロデューサー[7]
- フレアからのおくりもの（2023年） - アニメーションプロデューサー[8]

### ウェブアニメ
- 青い羽みつけた！（2021年） - 音響プロデューサー[9]

## 関連人物
- 朝倉ブルー
- 杉田智和
- 橋本結